# Marta Longo
Marta Longo (Buenos Aires, Argentina; 23 de diciembre de 1933 - Ibídem; 2 de noviembre de 2016) fue una actriz de teatro, radio y televisión y bailarina argentina.

## Carrera
La actriz Marta Longo fue una actriz secundaria exclusiva del teatro argentino. Comenzó a desarrollar su pasión por el teatro desde niña, acompañando a su padre, que era actor. Estudió teatro con Pedro Aleandro, y luego, con Héctor Bidonde.
Estudió inglés en el 2009 a Nivel preintermidian, y durante el 2007 y 2008 se capacitó en el Lenguaje de Señas (sordos). En el 2008 fue egresada de Danzas Árabes del Instituto Laial, y ya un año después se desempeñó como Profesora de Danzas Árabes, y se formó en Danzas Brasileras, Salsa, Reguetón y flamenco. Estudió también coreografía con Gisel R , actuación con Sandra Carrasco y Lenguaje Neutro con Vanina Parets.
Su trayectoria artística incluye trabajos en el Teatro San Martín y en el Teatro Nacional Cervantes, además de varias participaciones en ciclos televisivos. 
Para la pantalla chica trabajó en varias publicidades.
En radio actuó como dobladora de voz para Telmex durante 2007 y 2008.
Estuvo afiliada a la Asociación Argentina de Actores durante 35 años. 
Falleció a los 82 años por causas naturales el 2 de noviembre de 2016. Sus restos descansan en el Panteón de Actores del Cementerio de la Chacarita.

## Teatro
- Un enemigo del pueblo (2007), dirigida por Sergio Renán, con Luis Brandoni en el Teatro San Martín
- Saverio el Cruel (1988), dirigida por Roberto Villanueva, con Lorenzo Quinteros y Rita Cortese, en el Teatro Nacional Cervantes.[3]